# Паралелі (телесеріал)
Паралелі (стилізовано як Para//èles, фр. Parallèles) — французький науково-фантастичний містичний телевізійний серіал для дітей та підлітків, який випускається Daïmôn Films і Empreinte Digitale для Walt Disney Company. Прем’єра серіалу відбулася на Disney+ 23 березня 2022 року у Франції, США та інших країнах.

## Синопсис
Четверо друзів дитинства, Сем, Білал, Романа і Віктор, ведуть спокійне життя в тихому селі в горах, коли таємнича подія перевертає їх світ з ніг на голову. За частку секунди Всесвіт відкидає свої правила і все перетасовує: сьогодення, майбутнє і мультивсесвіти зливаються, через що підлітки мандрують у паралельних світах і різних часових вимірах. Вони намагаються розібратися в тому, що сталося, знайти один одного і повернутися у світ, який вони знали.

## Актори та персонажі
| Актор            | Роль              |
| ---------------- | ----------------- |
| Томас Хомель     | Семюель           |
| Омар Мебрук      | Білал             |
| Максим Бержерон  | Віктор            |
| Вікторія Ебер    | Романа            |
| Жюль Уплен       |                   |
| Джейд Педрі      |                   |
| Найдра Аяді      |                   |
| Гійом Лаббе      |                   |
| Гіл Альма        |                   |
| Еліза Діамант    |                   |
| Дімітрій Стороге |                   |
| Агнес Мігурас    |                   |
| Тімоте Ріго      | Білал (молодий)   |
| Ромен Франциско  | Лоран Аджойнт Рец |